# Lepilemur scottorum
Lepilemur scottorum, lémur saltador de Scott, es una especie de mamífero primate de la familia Lepilemuridae. Como todos los lémures es endémico de la isla de Madagascar y se distribuye al noreste de la isla, en el Parque nacional de Masoala.
Su cuerpo mide de 26 a 28 cm, y la cola de 25 a 29 cm, con un peso cercano a los 900 gramos. Su pelaje es muy largo y fino, de un color uniforme marrón rojizo por el dorso y vientre. Posee una difusa línea oscura dorsal que termina a mitad de espalda desde la cabeza. La cara es grisácea con las mejillas y cejas blancas. La cola se torna marrón grisácea hacia la punta.
Se encuentra en las selvas primarias de las tierras bajas, tiene hábitos arbóreos y nocturnos, y se alimenta de hojas.
Su estatus en la Lista Roja de la UICN es de «especie en peligro de extinción», debido a su reducida área de distribución —menos de 2550 km²— muy fragmentada y en continuo declive, y a la disminución en el número de adultos reproductores.